# Сюгэндо
Сюгэндо (яп. 修験道 сюгэндо:, «Путь тренировок и испытаний») — японское синкретическое учение, соединяющее в себе древние японские практики поклонения горам каннаби cинко (яп. 神奈備信仰 каннаби синко:), шаманизм, анимизм, аскетизм, оммёдо, мистический даосизм, а также тантрические буддийские заклинания. Последователи учения называются сюгэндзя (яп. 修験者, «люди тренировок и испытаний»), кэдза (яп. 験者, «люди испытаний»), cюгёся (яп. 修行者 cюгё:ся, «подвижники») и ямабуси (яп. 山伏, «лежащие в горах»).

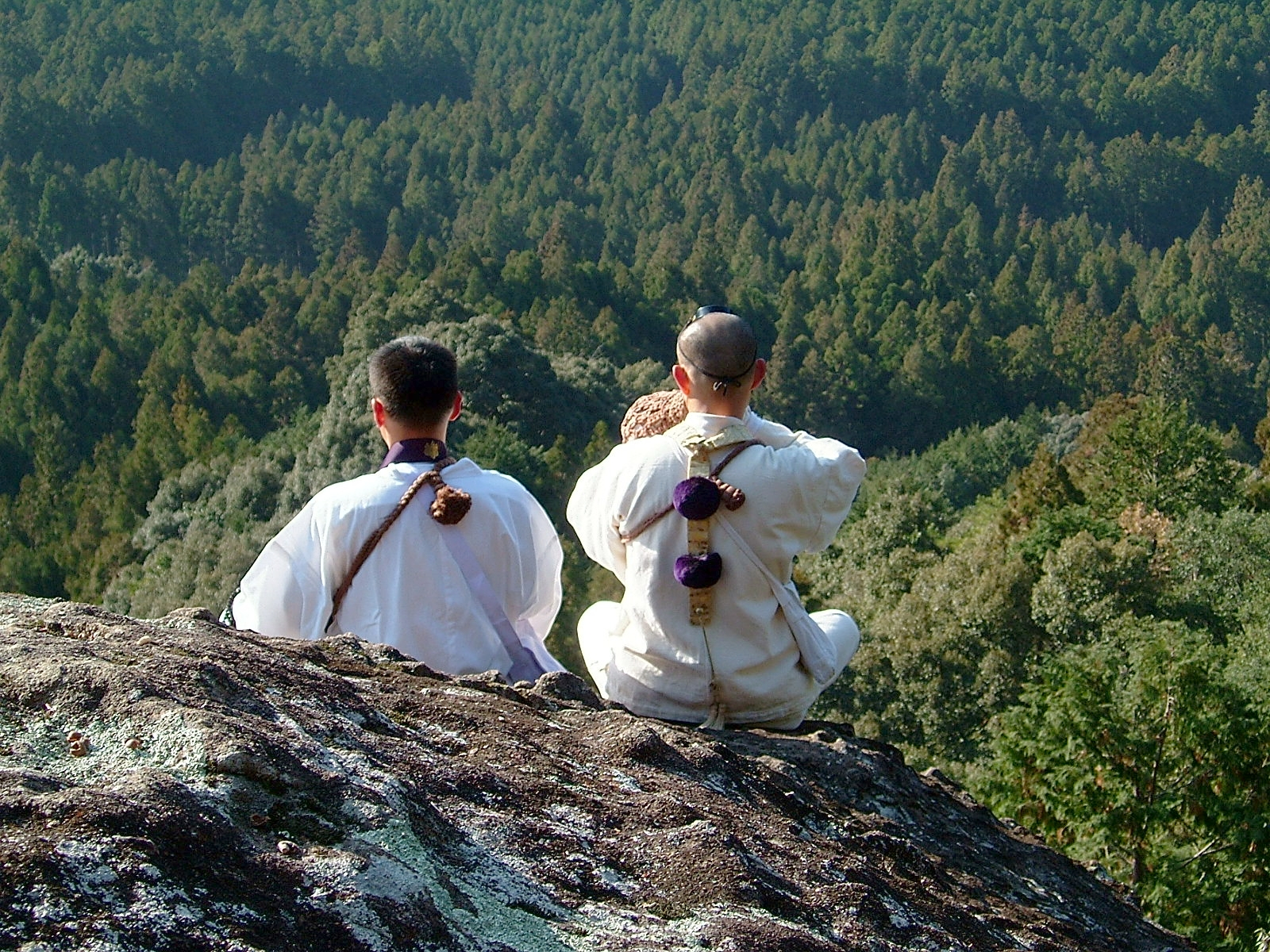
Сюгэндзя в горах у города Кумано, префектура Миэ

Основателем учения традиционно считается Эн-но Гёдзя (яп. 役行者 или 役の行者 эн-но гё: дзя), который также известен как Эн-но Одзуну (яп. 役小角), Эн-но Убасоку (яп. 役優婆塞).
Один из самых значимых религиозных текстов для сюгэндо это «Сутра Бесконечной жизни трёх тел Будды», авторство которого приписывается либо Эн-но Гёдзя, либо Будде Шакьямуни. Сутра зачитывается в качестве части ежедневной литургии в тодзан-ха, одной из ветвей сюгэндо. Иногда вместо «Сутры Бесконечной жизни» зачитывается «Сутра сердца».

## Религиозные практики
Адепты сюгэндо считают, что воспитание физической стойкости приводит к просветлению. В практики учения входят: отшельничество, пост, медитация, рецитация сутр и заклинаний, а также сидение или стояние под холодным водопадом (иногда в снегу). Сюгэндзя устанавливают каменные или деревянные дорожные столбики хидэ (яп. 碑伝) вдоль горных путей для того, чтобы оставить доказательства об их паломничествах.
Горное пространство считается священным, поэтому существуют особенные процедуры, которые следует совершить перед посещением гор. Они называется нюдзан (яп. 入山 ню:дзан, «вхождение на гору») или сампай тодзан (яп. 参拝登山, «посещение священной горы»). Каждая новая стадия ритуала состоит из особой мудры какунин-ин (яп. 確認印), рецитации мантр или вака.

## История

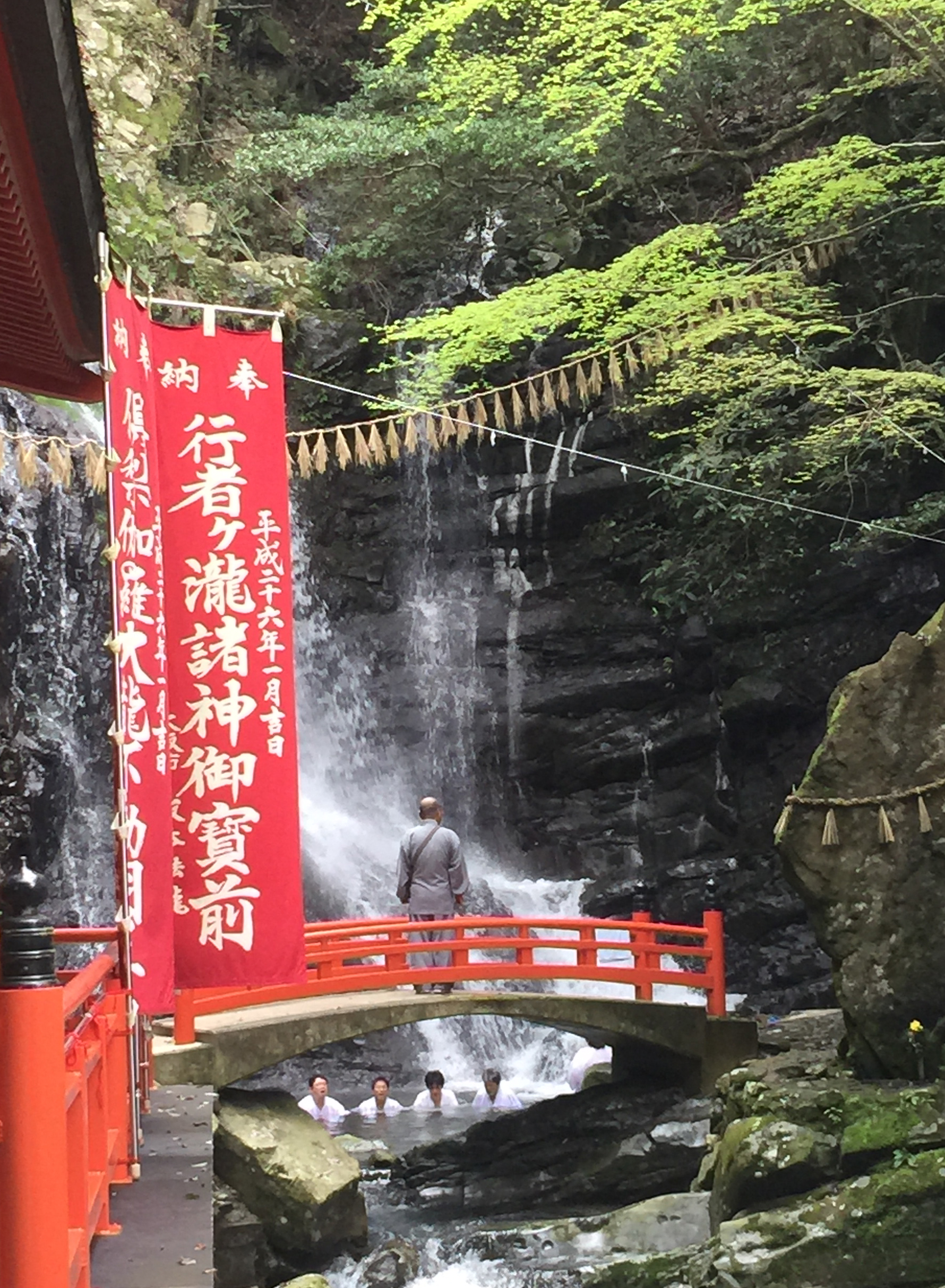
Сюгэндзя совершают духовную практику стояния под водопадом. За ними присматривает монах школы сингон.

### Школы сюгэндо — связь со школами эзотерического буддизма
Движение возникло в конце эпохи Хэйан, когда древние японские практики поклонения горам подверглись иностранным влияниям. Иными словами, развитие сюгэндо было тесно связано с синто-буддийским синкретизмом. Особенно сильное влияние оказали школы эзотерического буддизма тэндай и сингон. Спустя какое-то время образовалась комплексная (хоть и довольно шаткая) система отношений между храмами cюгэндо и этих двух школ. В средние века у сюгэндо прочно закрепились отношения с учением тэндай, когда в эпоху Эдо подобное произошло со школой сингон. В период Мэйдзи эти отношения были закреплены де юре, где из тэндай-сюгэндо получилась ветвь хондзан-ха (яп. 本山派), а сингон-сюгэндо была названа тодзан-ха (яп. 当山派 то: дзан-ха).
После слияния с вышеупомянутыми школами сюгэндо стало частью религии высокого класса (яп. 文化宗教 бунка сю:кё:, «культурная религия»). На этой стадии стали появляться первые религиозные тексты.

### Запрет на сюгэндо
В период Мэйдзи произошел процесс разделения синтоизма от буддизма, который получил название симбуцу бунри. В 1872 году сюгэндо было объявлено религией суеверий и запрещено. Храмы сюгэндо превращались либо в синтоистские святилища, либо в храмы школ эзотерического буддизма. В качестве исключения, сюгэндзя горы Хагуро сумели сохранить свои традиции вопреки закону, что, впрочем, не помешало утеряться многим религиозным практикам. Причины запрета сюгэндо крылись в эклектическом характере секты, а также в том, что правительство видело в сюгэндо отголосок феодального прошлого. Адептам школы был дан выбор: либо стать синтоискими жрецами, либо буддийскими монахами эзотерических школ. Был и третий вариант — отказаться от подвижничества или священнослужения вовсе. Сюгэндзя, которые стали буддийскими монахами, были немногочисленны (менее 1 процента от всех бывших последователей). Все они были приняты только в низкие монашеские саны. Эти адепты попытались поддерживать свои старые традиции даже в рамках новых школ. Тем не менее, им запрещали носить одеяния сюгэндзя и исполнять ритуалы своего старого учения.
В сюгэндо издревле существовало табу на разговоры об учении в мирском обществе. Оно закреплялось клятвой во время посвящения в подвижники. Этот запрет строго соблюдался даже после симбуцу бунри, поэтому повлёк за собой исчезновение многих практик.

### Современный сюгэндо
В 1946 году старые законы в отношении религии были пересмотрены. Образовалось огромное количество новых движений сюгэндо — фактически старых традиций, которые, вдобавок, ещё и объявили свою независимость от школ эзотерического буддизма. За последние 70 лет многие школы сюгэндо восстановились, и ныне их центры можно найти по всей стране. Академическое изучение сюгэндо тоже встретило свой новый рассвет. Из хондзан-ха появились школы тэндай дзимон-сю, хондзан сюгэн-сю и кимпунсэн сюгэн хонсю. Из тодзан-ха появились школы сингон-сю хонсю и хагуро сюгэндо (по-другому хагуро сюгэн хонсю).

## Хондзан-ха и тодзан-ха

### Хондзан-ха (тэндай)
Главный центр хондзан-ха был расположен в храме Сёго-ин (яп. 聖護院 сё:го-ин) вплоть до периода Эдо. Ныне этот храм является центром независимого течения сюгэндо хондзан сюгэн-сю (яп. 本山修験宗 сюгэндо: хондзан сюгэн-сю:). В хондзан сюгэн-сю Эн-но Гёдзя считается основателем, когда монаха Дзоё считают восстановителем. У этой школы существует 33 места для паломничества. Число было выбрано в соответствии с количеством ипостасей бодхисаттвы Каннон, центральной фигуры Лотосовой сутры. Горы Кацураги, находящиеся неподалёку, имеют 28 паломнических мест. В этот раз количество локаций отсылает к 28 главам сутры Лотоса. Область гор Ёсино и Оминэ считается одним из святейших мест секты.

### Тодзан-ха (сингон)
Главные центры тодзан-ха находятся в храмах Кофуку-дзи в Наре и Дайго-дзив Киото. Обретя независимость, Дайго-дзи стал главным храмом секты сингон-сю дайго-ха. От ходзан-сюгэн сю эта секта отличается тем, что здесь восстановителем сюгэндо чтят монаха Сёбо (яп. 聖宝 Сё:бо:), который ещё считается основателем их центрального храма. Тодзан-ха располагает 36 святыми местами для паломничества в области гор Ёсино, Оминэ и Кимпу.

## Центры практики и паломничества

### Горная цепь Оминэ

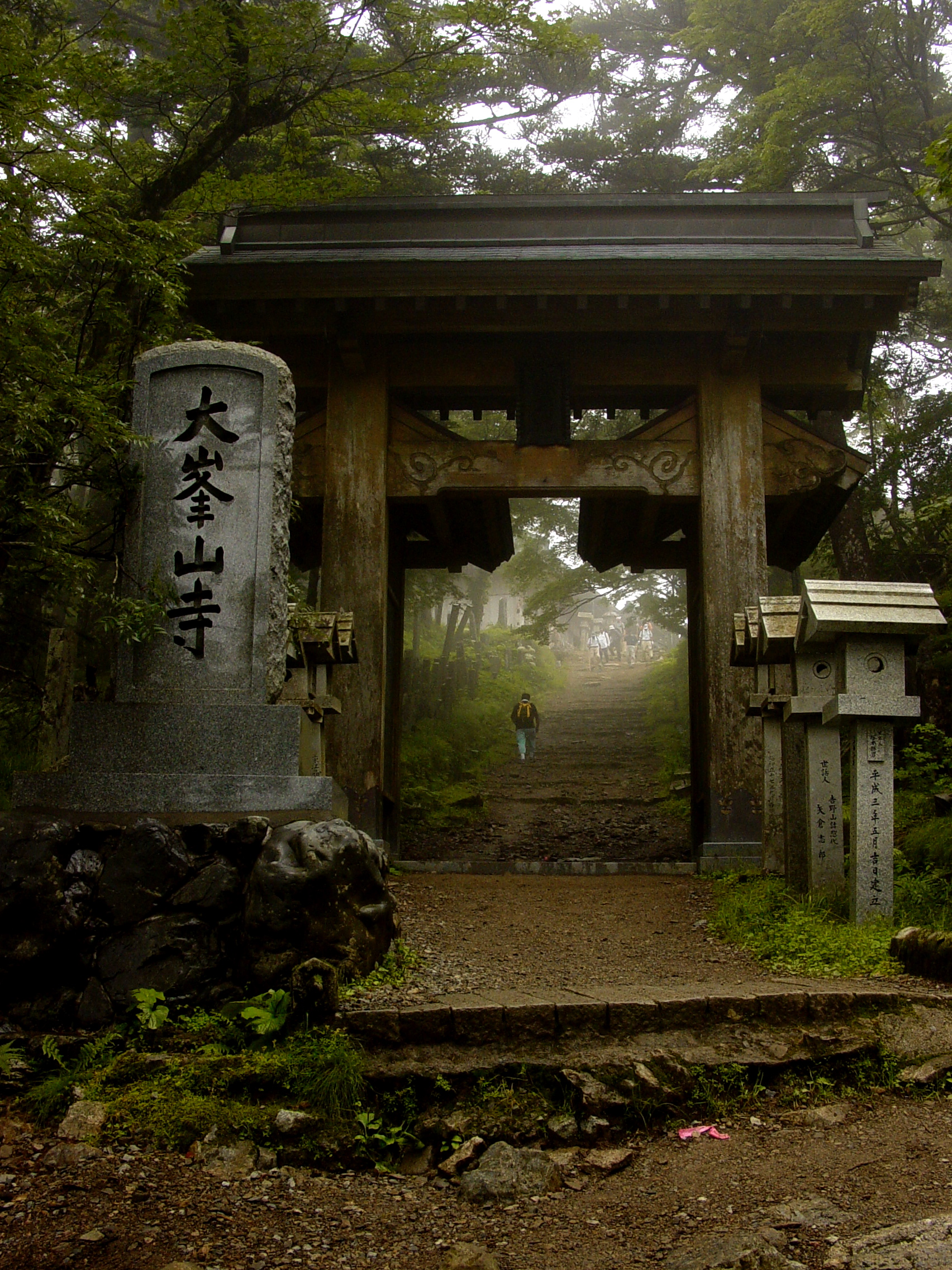
Ступеньки на пути к храму Оминэсан-дзи.

В горной цепи Оминэ самую главную ритуальную роль исполняет гора Оминэ (яп. 大峰山 О:минэ) и храм Оминэсан-дзи на этой же горе. Гора Оминэ и её окрестности до сих пор закрыты для женщин, поскольку издревле считается, что женщины мешают исполнению монашеских обязательств. С этой горной цепью также связаны легенды о горных ёкаях-монахах тэнгу. Обиталище их легендарного беловолосого короля Содзёбо (яп. 僧正坊 Со: дзё: бо:) находится на горе Курама-яма (яп. 馬山). Не последнюю роль играет гора Кимпусэн (яп. 金峯山), а также храм Кимпусэн-дзи. Ранее храм был связан со школой тэндай, но на данный момент принадлежит независимому учению кимпунсэн-сюгэн хонсю.

### Горы Хакусан
Горы Хакусан это общее название для ряда гор, которые находятся в префектурах Исигава, Фукуи, Гифу и Тояма. Ранее горы Хаку были известны как Синтайсан (яп. 神体山, «гора-божество»). Когда-то на них было запрещено забираться, но с ростом популярности сюгэндо Хакусан тоже стали местом аскетических практик, медитации и паломничества. Вера в то, что эти горы является божествами называется Хакусан-синко (яп. 白山信仰 хакусан-синко:, Досл. вера горы Хаку). Сегодня существует более 2000 святилищ по всей стране, посвященных этой вере. Главное же находится на священной горе Годзэмпо (яп. 御前峰 годзэмпо:). Основателем культа Хакусан считается подвижник Тайтё Сёнин (яп. 泰澄聖人 тайтё: сё:нин), который, согласно преданию, посещал эту гору в 717 году. Тем не менее, первые упоминания о Тайтё появились значительно позже, в эпоху Хэйан. В это же время горы Хаку становятся паломническими.

### Дэва Сандзан
Ещё один древний центр сюгэндо находится на трёх горах Дэва Сандзан (яп. 出羽三山) в префектуре Ямагата. В Дэва Сандзан включатся святые горы Хагуро (яп. 羽黒山), Гассан (яп. 月山), Юдоно (яп. 湯殿山). Раньше эти горы принадлежали секте сингон, но в период Эдо владение горами перешло в руки секты тэндай. До 1873 года это был комплекс буддийских храмов, но после процесса симбуцу бунри гора Хагуро сильно преобразовалась. Она стала своеобразным синтоистским анклавом с небольшим количеством буддийских храмов у подножия гор. Такая ситуация сохранилась и сегодня. В 1946 году была образована секта хагуро сюгэн хонсю (яп. 羽黒修験本宗 хагуро сюгэн хонсю:), с храмом Хагуросан-котакудзи сёдзэнин (яп. 羽黒山荒沢寺正善院 хагуросан ко:такудзи сё:дзэнин) во главе.
Акиноминэ (яп. 秋乃峰) — один из самых значительных ритуалов этой горы, который является церемонией вхождения в горы. За неё ответственна секта хагуро сюгэн хонсю, которая проводит её с 24 августа по 1 сентября. Есть и синтоистская версия, проводимая святилищем Дэва Сандзан с 25 августа по 1 сентября. Стать участником этого ритуала может не только посвященный в сюгэндзя, но и любой желающий.

### Гора Такао
Гора Такао является главным учебным центром сюгэндо в Канто. Строительство первого храма связывают с именем монаха Гёки. Ныне храмовый комплекс носит название Такао-сан якуо-ин. Популярен обычай с написанием своих желаний и просьб на дощечках (яп. гома). Затем гома подвешивают на специальные щиты. Во второе воскресенье марта дощечки сжигают, что, согласно поверью, ускоряет трансляцию написанных желаний богам. В этот же день проводят фестиваль хождения по горячим углям хиватари мацури (яп. 火渡り祭り). Празднество привлекает огромное количество гостей, в число которых входят подвижники с других гор и миряне. С этим обрядом связано поверье про монаха Сюнгэн Дайтоку, который сжёг восемь тысяч таких табличек, после чего плясал на углях. Во время плясок ему явился огненный бог Идзуна Дайгонгэн, одна из ипостасей Фудо-Мёо. Это божество впоследствии стало покровителем храма.
Очень важное место среди почитаемых божеств занимают тэнгу, которые здесь видятся не просто как злобные лешие-ёкаи или трикстеры, а как уважаемые божества.
На горе располагается синтоистское святилище Компира-дзиндзя, посвящённое божеству Компира.